# Bentheuphausia amblyops
Bentheuphausia amblyops (лат.) — пелагический вид ракообразных из семейства Bentheuphausiidae отряда эвфаузиевых (Euphausiacea). Единственный известный вид в семействе. Все 85 других известных видов эвфаузиевых относятся к семейству Euphausiidae.
Bentheuphausia amblyops встречается в северной части Атлантического океана на широтах южнее 40° с. ш., а также в южных морях Атлантического океана, в Индийском океане и в Тихом океане. Это батипелагический вид, обитающий на глубине до 1 000 метров.
Он отличается от Euphausiidae несколькими морфологическими особенностями, наиболее очевидными из которых является то, что они не являются биолюминесцентными и что их первая пара плеопод не видоизменена в органы для копуляции. Кроме того, их глаза меньше, чем у Euphausiidae. Взрослые особи достигают длины от 4 до 5 сантиметров.